# Uniformitarismo

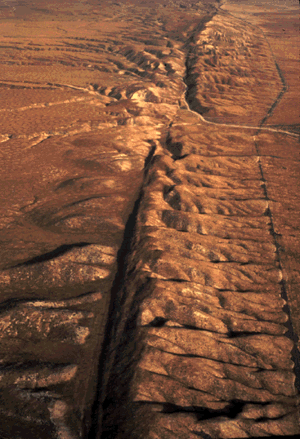
A Falha de Santo André (em inglês: San Andreas Fault) é uma falha geológica tangencial que se prolonga por cerca de 1.290 km através da Califórnia.

O uniformitarismo é um princípio científico que originalmente foi proposto por James Hutton, que é considerado um dos precursores da geologia moderna. A teoria uniformitarista baseia-se na reprodução dos dados observáveis em fenómenos geológicos atuais para a interpretação da ocorrência destes fenómenos no passado. Seus primeiros defensores procuravam refutar o Catastrofismo.
Os princípios da teoria são:
- Atualismo geológico: Os acontecimentos do passado são resultado de forças da natureza idênticas às que se observam na atualidade, ou seja, o que acontece hoje também terá ocorrido no passado.[2]
- Gradualismo: Os acontecimentos geológicos são o resultado de processos lentos e graduais.

Assim, James Hutton concluiu que "… em nossas investigações, não logramos encontrar nenhum indício de um começo e nenhum vestígio de um fim…".
As leis da natureza são constantes. O estudo dos processos geológicos atuais permite interpretar a evolução geológica, "encaixando" os registos geológicos impressos nas rochas e em suas estruturas como em um quebra-cabeças.

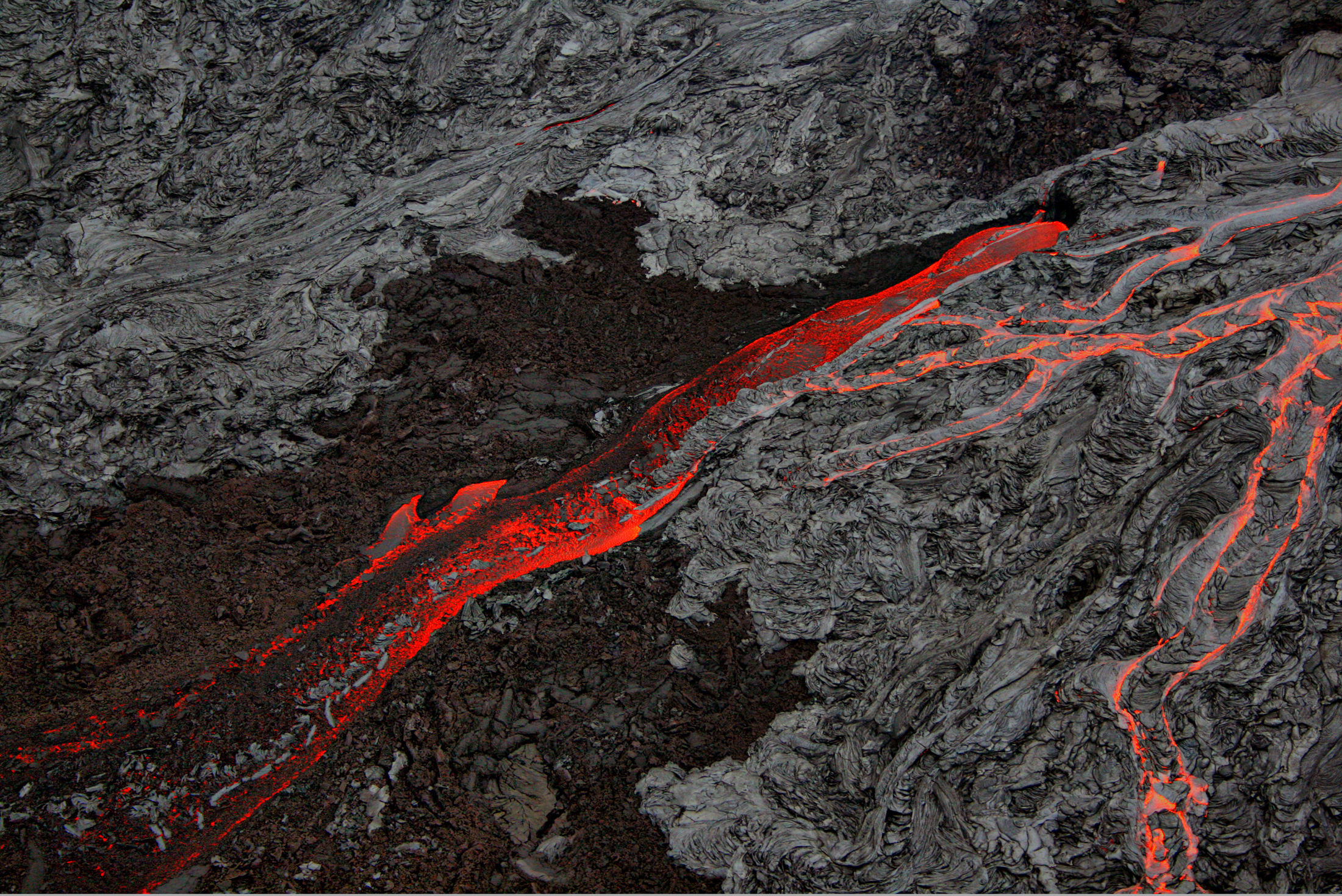
Fluxos de lava em uma ilha do Havaí, as atividades atuais são indícios de que as atividades do passados eram semelhantes, e fornecem evidencias geológicas pertinentes.

A teoria do uniformitarismo foi posteriormente desenvolvida por Charles Lyell e corroborada por Charles Darwin através do estudo do evolucionismo.

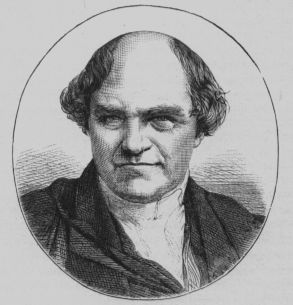
William Whewell

Na Geologia, o uniformitarismo é uma doutrina que sugere que os processos geológicos na Terra, aconteceram no passado da mesma maneira que com mesma intensidade que ocorrem no presente, e tal uniformidade seria suficiente para ocasionar todas as mudanças geológicas vistas atualmente. Esse princípio é fundamental para o pensamento geológico e é base para o desenvolvimento da Geologia como ciência.
Quando William Whewell, um estudioso da Universidade de Cambridge introduziu o termo em 1832, o princípio prevalecente era o Catastrofismo, que postulava que a Terra foi criada e transformada por grandes catástrofes, já o Uniformitarismo postula que os fenômenos observados nas rochas são todos resultados de processos geológicos que ocorrem até hoje – ou seja, o presente é a chave para o passado.
A expressão uniformitarismo, no entanto, se tornou história, porque a discussão entre catastrofistas e uniformitaristas diminuiu em grande parte. A geologia como ciência aplicada se baseia em outras ciências, mas no início do século XIX, as descobertas geológicas ultrapassaram a física e a química da época. À medida que os fenômenos geológicos se tornaram compreensíveis em termos do avanço da física, química e biologia, a realidade do Uniformintarismo como um dos principais princípios filosóficos da Geologia se estabeleceu, e a controvérsia entre catastrofistas e uniformitaristas terminou em grande parte.

## Contribuições de Hutton

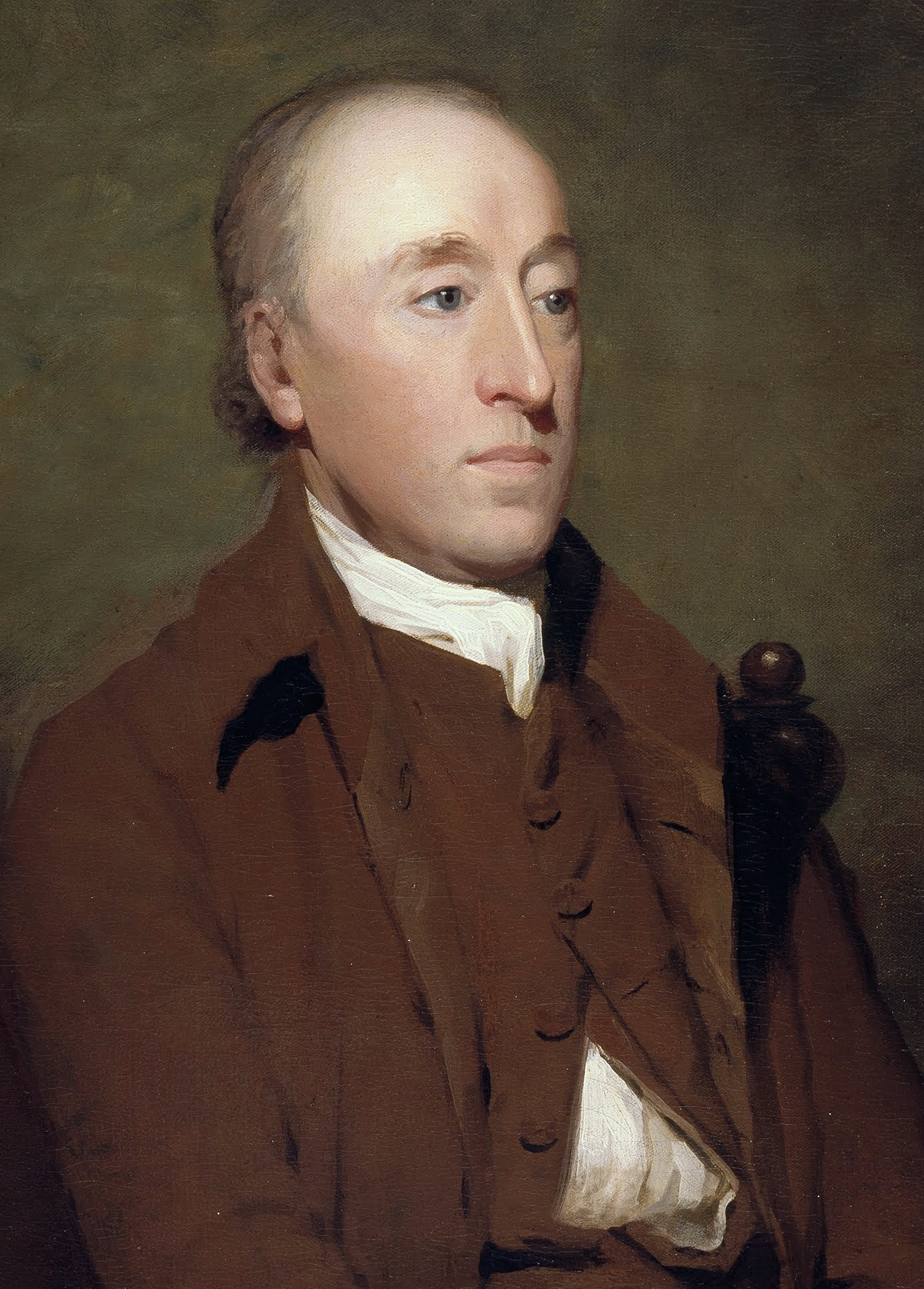
James Hutton

A ideia de que as leis que governam os processos geológicos não mudaram durante a história da Terra foi expressa pela primeira vez pelo geólogo escocês James Hutton, que em 1785 apresentou suas ideias — posteriormente publicadas em dois volumes como Theory of the Earth (1795) — nas reuniões da Royal Society of Edinburgh. Hutton mostrou que a Terra tinha uma longa história que poderia ser interpretada em termos de processos observados no presente. Hutton mostrou, por exemplo, como os solos eram formados pelo desgaste das rochas e como as camadas de sedimentos se acumulavam na superfície da Terra.
Hutton também afirmou que não havia necessidade de nenhuma causa sobrenatural para explicar o registro geológico. A proposta de Hutton desafiou o conceito de uma Terra bíblica (com uma história de cerca de 6.000 anos) que foi criada especialmente para ser um lar para os humanos; o efeito de suas ideias no mundo erudito pode ser comparado apenas à revolução anterior do pensamento provocada pelos astrônomos Nicolau Copérnico, Johannes Kepler e Galileu Galilei, quando substituíram o conceito de um universo centrado na Terra pelo conceito de um sistema solar centrado no sol. Ambos os avanços desafiaram o pensamento existente e sofreram resistência por muitos anos.
No livro Principles of Geology, 3 vol. (1830-1833), o geólogo escocês Sir Charles Lyell decifrou a história da Terra empregando princípios huttonianos e apresentou uma série de novas evidências geológicas que apoiam a visão de que as leis físicas são permanentes e que qualquer forma de sobrenaturalismo poderia ser rejeitada. O trabalho de Lyell, por sua vez, influenciou profundamente o naturalista inglês Charles Darwin, que reconheceu Lyell como grande revolucionário na ciência.

## Contribuições de Lord Kelvin

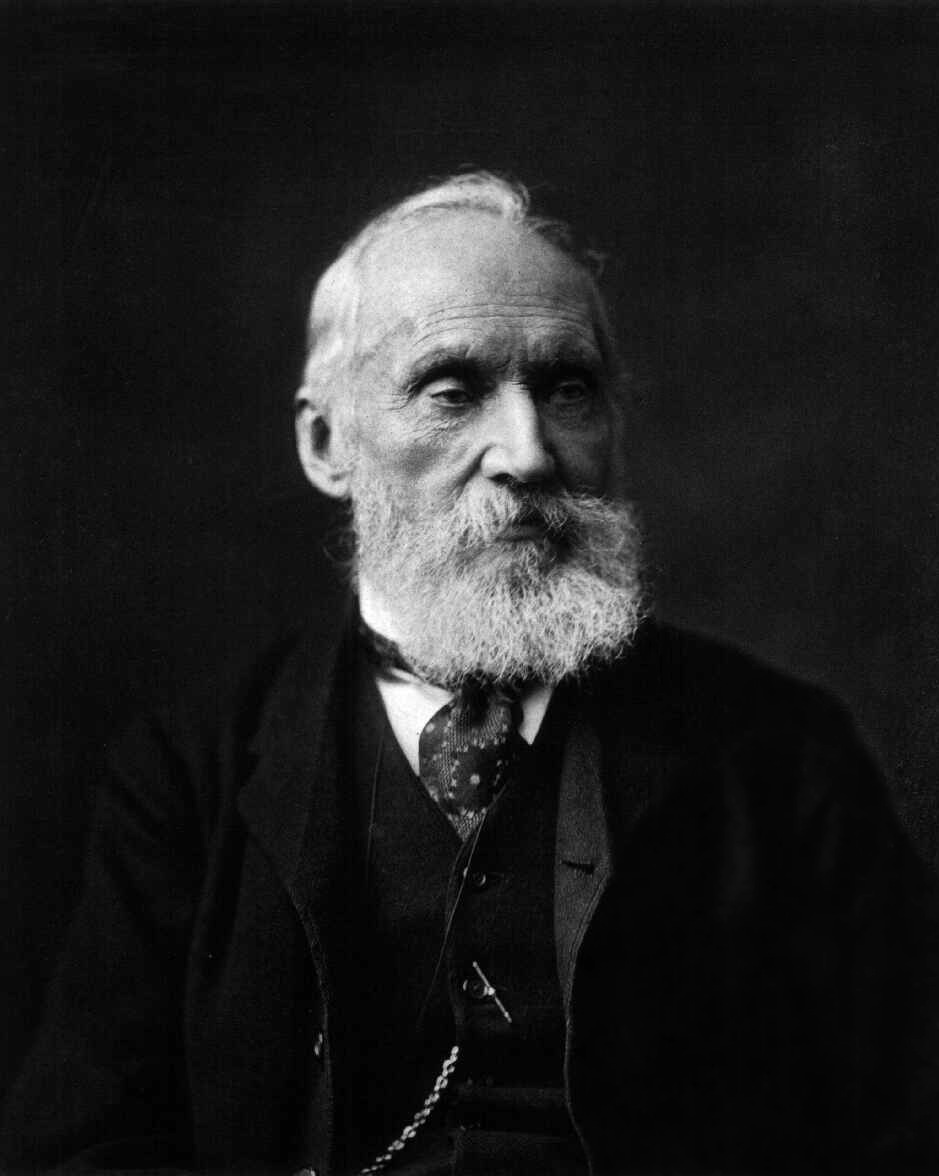
Lord Kelvin

A publicação em 1859 das conclusões de Darwin e do naturalista britânico Alfred Russel Wallace sobre a origem das espécies estendeu o princípio da uniformidade aos reinos vegetal e animal. Embora os catastrofistas continuassem a combater a visão huttoniana-lyelliana-darwiniana até o final do século XIX, uma nova crítica foi levantada por William Thomson (mais tarde Lord Kelvin), um dos principais pesquisadores em termodinâmica. Thomson apontou que a Terra perde calor por condução térmica e que os processos geológicos podem ter mudado como consequência; ele também concluiu que esse resfriamento impunha um limite superior à idade da Terra. Com a descoberta da radioatividade e o reconhecimento de que os isótopos radioativos no planeta fornecem uma fonte interna contínua de calor, ficou claro que a conclusão de Thomson de que a Terra tinha menos de 100 milhões de anos estava incorreta, mas seu argumento de que a Terra sofre uma perda irreversível de a energia permaneceu válida.
A perda de calor, devido em parte ao decaimento dos isótopos radioativos (átomos como urânio-235, urânio-238 e tório-232), tem uma consequência importante. Embora o princípio da uniformidade esteja correto, pois as leis físicas não mudaram ao longo do tempo geológico, o comportamento da Terra mudou à medida que as temperaturas caíram, com a consequência de que a extensão da atividade ígnea e do movimento da crosta terrestre mudou durante o tempo geológico. Assim, é possível que a tectônica de placas que opera hoje e que operou em intervalos geológicos passados tenha sido precedida por processos de deformação um tanto diferentes durante o período pré-cambriano (há 4600 milhões a 541 milhões de anos).